# Biblioteca pública Jonas Avyžius
La Biblioteca pública Jonas Avyžius (en lituano: Joniškio rajono savivaldybės J. Avyžiaus viešoji biblioteka) fue fundada en 1937 en Joniškis, Lituania. Valentina Ivanovaitė se convirtió en su primera bibliotecaria. Al principio la colección de la biblioteca se componía de 600 libros colocados en dos habitaciones. En 1940, la biblioteca pública se trasladó a unas instalaciones cerca del centro de la ciudad. Una gran cantidad de libros se perdieron y sólo unos pocos libros nuevos fueron recibidos. Durante la guerra, la biblioteca fue visitada en su mayoría por niños como un establecimiento alemán, a la vez que adultos reclutados para trabajos forzados en Alemania se encontraban en el mismo edificio. Después de la Guerra la situación se complicó por la falta de locales, muebles, o empleados calificados. La biblioteca no fue renovada sino hasta 1996.